# Adolf Tortilowicz von Batocki-Friebe
Maximilian Johann Otto Adolf Tortilowicz von Batocki-Friebe, detto Max (Cranz, 31 luglio 1868 – Cranz, 22 maggio 1944), è stato un politico tedesco.
Apparteneva da una famiglia dell'antica aristocrazia feudale prussiana, e lui in particolare da una famiglia molto antica di origine lituana che si era fatta assorbire nello stato prussiano. Nato presso Cranz, l'attuale Zelenogradsk nella Prussia Orientale, Adolf fu educato in una scuola militare, dove ebbe come insegnante il colonnello Eberhard zu Stolberg-Wernigerode, ma poi diresse i suoi interessi sul diritto civile, e intraprese degli studi di diritto all'Università di Königsberg per diventare avvocato.
In seguito studiò filosofia all'Università di Bonn, divenendo compagno di Heinrich zu Schoenach-Carolach nel corpo universitario Saxo Borussia. Dopo aver esercitato per qualche tempo la redditizia professione di magistrato a Falkenberg (oggi Niemodlin in Polonia), Tortilowicz venne eletto per la sua contea alla Camera dei Signori di Prussia per i riformisti filo-Bismarck. Nonostante ormai la politica di Bismarck fosse ormai decaduta e sostenuta solo da pochi come Otto Theodor von Seydewitz, Tortilowicz seppe combinare la nuova etica militaristica del kaiser Guglielmo II con l'etica modernista e industrializzatrice di Bismarck.
Si legò allora al gruppo liberale di Theobald von Bethmann-Hollweg e Wilhelm Cuno; essi infatti sostennero la guerra e il militarismo, ma furono anche degli abili ponti tra gli juncker conservatori e la nuova classe sociale della borghesia e del riformismo. In quegli anni, il barone Burghard von Schorlemer-Alst cedette a Tortilowicz von Batocki-Friebe il ruolo di presidente del Club Aristocratico di Berlino. Alcuni importanti politici che si unirono al club in quegli anni furono: Georg von Werthern, Karl von Widebach und Nöstitz-Jänkendorff.
Durante la prima guerra mondiale fu allontanato dai suoi avversari politici di destra da Berlino e con il grado onorario di maggiore venne mandato come ispettore militare tra le truppe tedesche di Otto von Below sul fronte italiano sul Carso e poi in Trentino.
Quando la Germania perse la guerra, l'aristocratico fece parte della delegazione politica capitanata da Wilhelm von Gayl a Versailles e dovette sottostare alle esigenze e imposizioni degli alleati. Durante il periodo di Weimar fu governatore di Königsberg, ma quando Hindenburg prese il potere, Tortilowicz e Gayl furono costretti a lasciare la scena politica a causa delle infamanti polemiche riguardanti il trattato di Versailles. Ultimo sprazzo politico fu quando appoggiò la destra antinazista di Elard von Oldenburg-Januschau nel 1932; durante il nazismo si verificò una vera campagna di diffamazione nei confronti di von Batocki-Friebe, tanto che l'ex politico fu costretto a vivere in uno stato di semipovertà.